# رينيه فيليس سميث
رينيه فيليس سميث (بالإنجليزية: Renee Felice Smith)‏ هي ممثلة أمريكية بدأت مسيرتها الفنية عام 2008.

## روابط خارجية
- رينيه فيليس سميث على موقع IMDb (الإنجليزية)
- رينيه فيليس سميث على موقع ألو سيني (الفرنسية)
- رينيه فيليس سميث على موقع أول موفي (الإنجليزية)
- رينيه فيليس سميث على موقع قاعدة بيانات الفيلم (الإنجليزية)
- رينيه فيليس سميث على موقع كينوبويسك (الروسية)